# Декер (Индијана)
Декер (енгл. Decker) град је у америчкој савезној држави Индијана.

## Демографија
По попису из 2010. године број становника је 249, што је 34 (-12,0%) становника мање него 2000. године.
| Група             | 2000.       | 2010.       |
| Белци             | 282 (99,6%) | 243 (97,6%) |
| Афроамериканци    | 0 (0,0%)    | 3 (1,2%)    |
| Азијати           | 0 (0,0%)    | 2 (0,8%)    |
| Хиспаноамериканци | 1 (0,4%)    | 0 (0,0%)    |
| Укупно            | 283         | 249         |